# قصون
قصون هي قرية في مقاطعة كوهسرخ، إيران. يقدر عدد سكانها بـ 385 نسمة بحسب إحصاء 2016.